# OhmyNews
OhmyNews ist eine dem Graswurzel-Journalismus zuzurechnende Internetzeitung in Südkorea, gegründet am 22. Februar 2000 von Oh Yeon-ho. Der Name kommt von „Oh my God“. 2004 wurde die englische OhmyNews International (OMNI) ins Leben gerufen, die ausschließlich Beiträge von Bürgerreportern enthielt. Im August 2010 wurde diese internationale Ausgabe aufgrund der Fülle und Breite der eingesandten Beiträge eingestellt und in einen Blog über Bürgerjournalismus umgewandelt.

## Organisation
Bei der koreanischen Ausgabe liefern 41.000 registrierte OhmyNews-Bürgerreporter Beiträge. Die Redaktion überprüft und veröffentlicht rund zwei Drittel davon, im Schnitt 200 pro Tag. Die etwa 60 Profis, die meist als Amateurreporter anfingen, verfassen selbst nur circa 20 Prozent des Inhalts der Website mit über zwei Millionen Aufrufen täglich. Die Bezahlung basiert auf dem System, gute Beiträge freiwillig zu honorieren. OhmyNews finanziert sich über Anzeigen. Jeden Samstag druckt OhmyNews die besten Artikel als Zeitung.

## Rezeption
Gründer Oh Yeon-ho sieht dank der „Heirat von Technologie und Demokratie“ eine „digitale Demokratie“: Erst Bürgerjournalismus, die wirkliche vierte Gewalt, beende eine Zeit des „von oben herab“. OhmyNews gehöre zu den führenden Stimmen des Landes. Es habe die Distanz zu Washington, D.C. entscheidend geprägt, Skandale aufgedeckt, etwa heimliche Zahlungen an Nordkorea. Andere südkoreanische Medien, die teilweise den Machthabern eng verbunden waren, konnten die Korruption nicht länger ignorieren und mussten sich weiteren Themen öffnen. OhmyNews prägte den Wahlkampf des Roh Moo-hyun zum südkoreanischen Präsidenten im Jahr 2002 mit („erster Internet-Präsident der Welt“). Danach gab der sein erstes Interview OhmyNews.

## Trends
Am 22. Februar 2006 unterschrieben OhmyNews und die japanische Firma SoftBank ein Investitionsabkommen über 11 Millionen US$. Ende August 2006 startete eine japanische Ausgabe, eine chinesische ist geplant.
Mit OhmyNews Japan expandierte erstmals ein koreanisches Massenmedium nach Japan. Es startete mit einem dort bekannten Journalisten und 22 Angestellten, darunter 10 feste Reporter. Man hoffte auf 5000 Bürgerreporter bis Jahresende, in zwei Jahren so viele wie derzeit in Korea, und Kulturaustausch zwischen beiden Gruppen.
Ende August 2008 musste die japanische Ausgabe von OhmyNews (jap. オーマイニュース, Ōmai Nyūsu) eingestellt werden.
Im Juli 2009 wies Oh Yeon-ho auf erhebliche Verluste von OhmyNews hin. Als Begründung nannte er die Anzeigenkrise und das Wegbrechen von Subventionen der Regierung.